# Iminodiessigsäure
Iminodiessigsäure oder kurz IDA ist ein Komplexbildner. In wässriger Lösung bildet IDA stabile Komplexverbindungen mit Metallionen.

## Darstellung und Gewinnung
IDA entsteht bei der katalytischen Dehydrierung von Diethanolamin in Ausbeuten um 95 % d. Th.
Ein anderer Verfahrensweg führt über Iminodiacetonitril, das durch Reaktion von Ammoniak, Formaldehyd und Blausäure in Ausbeuten über 80 % zugänglich ist.

## Eigenschaften
IDA ist ein dreizähniger Ligand und bildet mit Übergangsmetallionen wie Cu2+, Co2+, Ni2+ und Zn2+ stabile Komplexe.
IDA ist Edukt bei der Synthese von N-Phosphonomethyl-iminodiessigsäure (PMIDA), aus der durch oxidative Abspaltung einer -CH2-COOH-Einheit N-Phosphonomethylglycin (PMG, Glyphosat) entsteht. Glyphosat ist das mit Abstand wichtigste nicht-selektive systemische Herbizid mit einer angegebenen Gesamtkapazität von 900.000 Tonnen.